# Iáia ibne Ali ibne Gania
Iáia ibne Ali ibne Gania (Iahia ibn Ali ibne Gania; m. 1148) foi membro dos Banu Gania do século XII que se notabilizou pela luta contra o rei Afonso I de Aragão (r. 1104–1134) e contra o Califado Almóada, que em seu tempo começaram a invadir o Alandalus para conquistas os domínios do Império Almorávida.

## Vida
Iáia era filho de Gania, que deu nome a seu clã, e o emir Ali ibne Iúçufe (r. 1106–1143) e era irmão de Maomé. Lutou com vigor contra o rei Afonso I de Aragão (r. 1104–1134) e foi governador de Múrcia e Valência. Por 13 anos com sucesso defendeu Córdova contra Afonso, mas após novos ataques foi forçado a se submeter. Também defendeu o Alandalus dos invasores almóadas, que atracaram em 1146, sendo um dos últimos defensores dos domínios almorávidas ali, mas faleceu em Granada em 1148.